# Otto Keller (Politiker, 1879)
Otto Heinrich Wilhelm Keller (* 9. September 1879 in Eberstadt; † 2. Juni 1947 in Büdingen) war ein deutscher Politiker (DVP) und Abgeordneter des Landtags des Volksstaates Hessen in der Weimarer Republik.

## Familie
Otto Keller war der Sohn des Fabrikanten August Heinrich Friedrich Keller (1844–1929) und dessen Frau Johanna geborene Möllinger (1852–1933). Otto Keller, der evangelischer Konfession war, heiratete Ida Stich (auch: Stieh) (1885–1947).

## Ausbildung und Beruf
Otto Keller besuchte zunächst die Eberstädter Volksschule und dann das Darmstädter Ludwig-Georgs-Gymnasium, das er 1897 mit dem Abitur abschloss. Anschließend studierte er in Freiburg und Gießen. 1904 wurde er mit einer Arbeit zu Nasalpräsentia der arischen Sprachen zum Dr. phil promoviert. Betreuer der Dissertation war der Orientalist Christian Bartholomae. Ab 1908 arbeitete er als Oberlehrer an der Realschule Oppenheim und war dort ab 1917 Professor. 1918 wurde er Direktor später Studiendirektor an der (Ober-)Realschule Michelstadt. 1924 war er Oberstudiendirektor am Wolfgang-Ernst-Gymnasium in Büdingen. Nach der Machtergreifung der Nationalsozialisten wurde er 1935 entlassen.

## Politik
Otto Keller war von 1924 bis 1931 Landtagsabgeordneter für die DVP.